# George Bălan
George Bălan (* 11. März 1929 in Turnu Măgurele, Rumänien; † 3. Januar 2022 in Freiburg im Breisgau) war ein rumänisch-deutscher Philosoph, Musikwissenschaftler und Aphoristiker.

## Leben und Wirken
Nachdem er sein Studium an der Universität Bukarest abgeschlossen hatte, erhielt er eine Anstellung als Dozent am Bukarester Konservatorium. Als ordentlicher Professor für Musikästhetik unterrichtete er dort bis zum Jahr 1977.
Ab 1949 war George Bălan Redakteur bei der angesehenen Musikzeitschrift Contemporanul. In den sechziger Jahren wurde unter seiner Leitung und Moderation eine Serie über die großen Komponisten und über wichtige musikalische Themen im Rundfunk und Fernsehen ausgestrahlt. In seinen Sendungen betonte er immer wieder die Bedeutung des bewussten Hörens, ohne das die Arbeit der Komponisten und Interpreten nicht wirklich gewürdigt werden könne.
Das intensive Studium an der Lomonossow-Universität Moskau schloss Bălan mit seiner Doktorarbeit Über den philosophischen Gehalt der Musik ab. 1970 beendete er sein Studium der orthodoxen Theologie mit der Dissertation über Die Theologie der Liebe.
Bălans Wirken in Rumänien und im Ausland war von der unermüdliche Suche und Forschung in den Bereichen der Musik und Philosophie geprägt. Die Veröffentlichung seiner Forschungsergebnisse, die er in Rumänien in zahlreichen Büchern und Schriften darlegte, setzte er in Deutschland mit unverminderter Schaffenskraft fort. Viele seiner Bücher wurden in der Zwischenzeit in sechs Sprachen übersetzt.
Neben seiner literarischen Tätigkeit erreichte er ein großes Publikum durch seine zahlreichen öffentlichen Vorträge in den großen Konzertsälen Rumäniens. Seine freie Denkweise und seine mutigen Äußerungen wurden dem damaligen totalitären Ceaușescu-Regime jedoch bald verdächtig.
1977 verließ George Bălan aus politischen Gründen seine rumänische Heimat und ließ sich in Deutschland (Bayern) nieder.
1979 erhielt er an der Universität München einen Lehrauftrag für „Die Philosophie der Musik“. Im selben Jahr entwickelte er die Musicosophia-Methode und gründete in Südbayern die erste Musicosophia-Schule, der er den Namen „Brucknerianum“ (benannt nach dem Komponisten Anton Bruckner) gab.
Nach einem viermonatigen Aufenthalt in den USA im Jahr 1985 verlegte er das Institut nach St. Peter im Schwarzwald – in unmittelbarer Nähe von Freiburg – und nannte es Internationale Musicosophia-Schule, Schule des bewussten Musikhörens. Im selben Jahr erhielt er die deutsche Staatsbürgerschaft.
2001 veröffentlichte Bălan, abseits seiner musikologischen Schriften, zwei von ihm verfasste Bände zur homosexuellen Kulturgeschichte, die ersten Werke dieser Art im rumänischsprachigen Raum. Er positionierte sich gegen Homophobie, insbesondere in seinem Heimatland, in dem er keinen Verlag für sein Vorhaben gefunden hatte, und hob als Kontrast die Offenheit seiner Verleger in der Republik Moldau hervor: „Libertatea de gîndire a acestora merită să devină motiv de reflecție pentru intelectualul pudibond, temător și plin de prejudecăți de la București.“ („Die Freiheit im Denken derselben [der moldauischen Verleger] verdient es, dem prüden, ängstlichen und vorurteilsbehafteten Bukarester Intellektuellen zum Gedankenanstoß zu werden.“)
Im Januar 2022 verstarb George Bălan im Universitätsklinikum Freiburg an den Folgen einer COVID-19-Erkrankung.

## Bibliographie

### Hauptwerke
- Muzica, artă greu de înţeles? Editura Muzicală a Uniunii Compozitorilor şi Muzicologilor din România, Bucureşti, 1955–1956, 1960.
- Der philosophische Gehalt der Musik. Dissertation, Moskau, 1961.
- Enescu - mesajul, estetica. Editura Muzicală a Uniunii Compozitorilor şi Muzicologilor din România, Bucureşti, 1959–1960.
- Enescu - viaţa. Editura Muzicală a Uniunii Compozitorilor şi Muzicologilor din România, Bucureşti, 1962.
- Gustav Mahler. Editura Muzicală a Uniunii Compozitorilor şi Muzicologilor din România, Bucureşti, 1962.
- Tragicul. Bucureşti, 1961–1962.
- Muzica, temă de meditaţie filosofică. Editura Ştiinţifică, Bucureşti, 1955–1956, 1960.
- Sensurile muzicii. Editura Tineretului, Bucureşti, 1965.
- Innoirile muzicii. Editura Muzicală a Uniunii Compozitorilor şi Muzicologilor din România, Bucureşti, 1966.
- Eu, Richard Wagner. Editura Tineretului, Bucureşti, 1966.
- Dincolo de muzică. Editura pentru Literatură, Bucureşti, 1967.
- Întrebările conştiinţei wagneriene. Editura Muzicală a Uniunii Compozitorilor şi Muzicologilor din România, Bucureşti, 1968.
- În dialog cu Emil Cioran. Editura Cartea Românească, Bucureşti, 1968–1969, 1996.
- Noi ṣi clasicii. Editura Tineretului, Bucureşti, 1968.
- Venirea antimuzicii. Editura Muzicală a Uniunii Compozitorilor şi Muzicologilor din România, Bucureşti, 1968.
- Procesul lui Socrate. Editura Albatros, Bucureşti, 1968–1969, 1993.
- În căutarea Maestrului. Editura Institutul European, Bucureşti, 1968–1972, 1999.
- Pelerinaj oriental. Bucureşti, 1965.
- Le sens de la musique. Bucureşti, 1965.
- Arta de a înţelege muzica. Editura Muzicală a Uniunii Compozitorilor şi Muzicologilor din România, Bucureşti 1970.
- Meditaţii beethoveniene. Editura Albatros, Bucureşti, 1969–1970.
- Via meditativa. Editura Eminescu, Bucureşti 1972–1974, 1997.
- Cazul Schönberg. Editura Muzicală a Uniunii Compozitorilor şi Muzicologilor din România, Bucureşti 1974.
- Iniţiere muzicală. Bucureşti 1974.
- Pneumatologie-Morţii noştri. Bucureşti 1973–1974.
- Mică filosofie a muzicii. Editura Eminescu, Bucureşti 1975.
- Nebănuitul Eminescu. Editura Universal Dalsi, Bucureşti 1975, 1984, 1999.
- O istorie a muzicii europene. Editura Albatros, Bucureşti 1975.
- Der musikalische Weg zum Geist. Grundzüge der Kunst, musikalisch zu denken und zu leben. Kunsthandel-Verlag Schmelzer, Neustadt/Aisch 1981, ISBN 3-923029-00-4.
- Einführung in die Musikmeditation. Die weltanschaulichen Grundlagen: Musik - di wahre Philosophie. Kunsthandel-Verlag Schmelzer, Neustadt/Aisch 1982, ISBN 3-923029-01-2.
- Die Musik meditativ erleben. Die Musikmeditation als Praxis und geistige Erfahrung. Kunsthandel-Verlag Schmelzer, Neustadt/Aisch 1982, ISBN 3-923029-06-3.
- Rätselhafter Bruckner, Musiksophia, St. Peter bei Freiburg 1996, ISBN 3-929669-10-2.
- Das symphonische Weltbild Bruckners, Musicosophia, St. Peter bei Freiburg 1998, ISBN 3-929669-11-0.
- Celălalt Eros. Cartier, Chișinău 2001.
- Iubirea interzisă. Cartier, Chișinău 2001.